# Kyocera

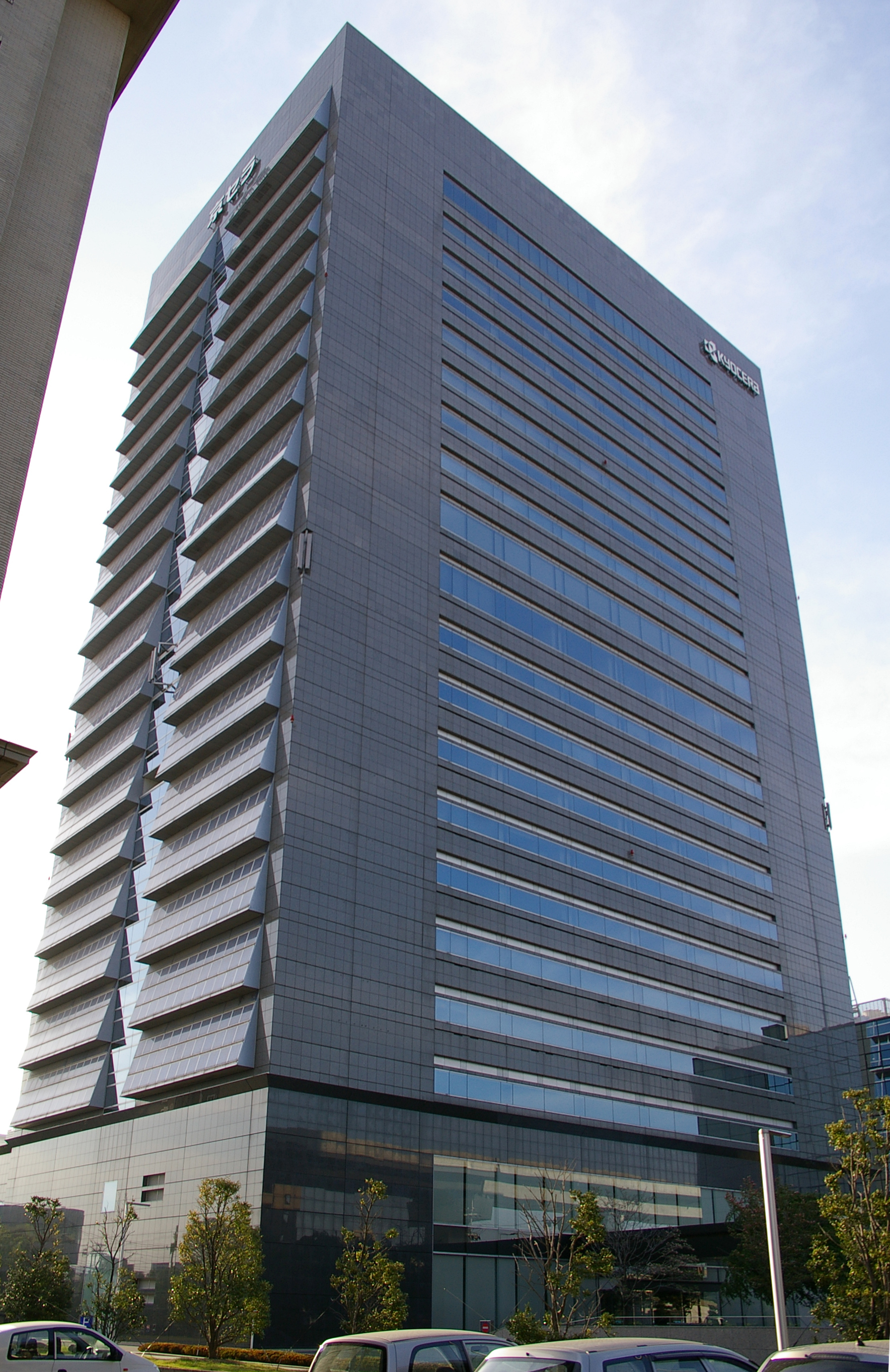
Hoofdkantoor van Kyocera in Kioto

Kyocera Corporation (京セラ, Kyō-Sera), ook bekend onder de naam Kyoto Ceramics, is een Japans bedrijf gevestigd in Kioto, Japan.
Het werd opgericht in 1959 door Kazuo Inamori. Het produceert apparaten, waarin keramiek is verwerkt, printers en daarmee samenhangende artikelen, alsook filmcamera's voor dagelijks gebruik, 35mm en kleiner. In januari 2000 nam Kyocera de producent van kopieerapparaten Mita Industrial over. Een maand later kocht het de afdeling mobiele telefoons van het in San Diego gevestigde Qualcomm op.
In de jaren 80 verkocht Kyocera geluidsapparatuur, zoals cd-spelers, radio-ontvangers, draaitafels, en cassettedecks. Vanwege de unieke techniek, die hierin werd toegepast, zoals Kyocera's keramische producten, zijn ze nog steeds geliefd onder verzamelaars.
Op 19 juni 2010 maakte voetbalclub ADO Den Haag bekend een meerjarig sponsorcontract te hebben afgesloten met Kyocera. De naam van het stadion van ADO Den Haag werd hernoemd in Kyocera Stadion. In Japan is Kyocera de naamgever van de Osaka Dome. In het overdekte stadion spelen de Honkbalteams Orix Buffaloes en vanaf augustus elk jaar ook de Hanshin Tigers.